# Harlan N. Hartness

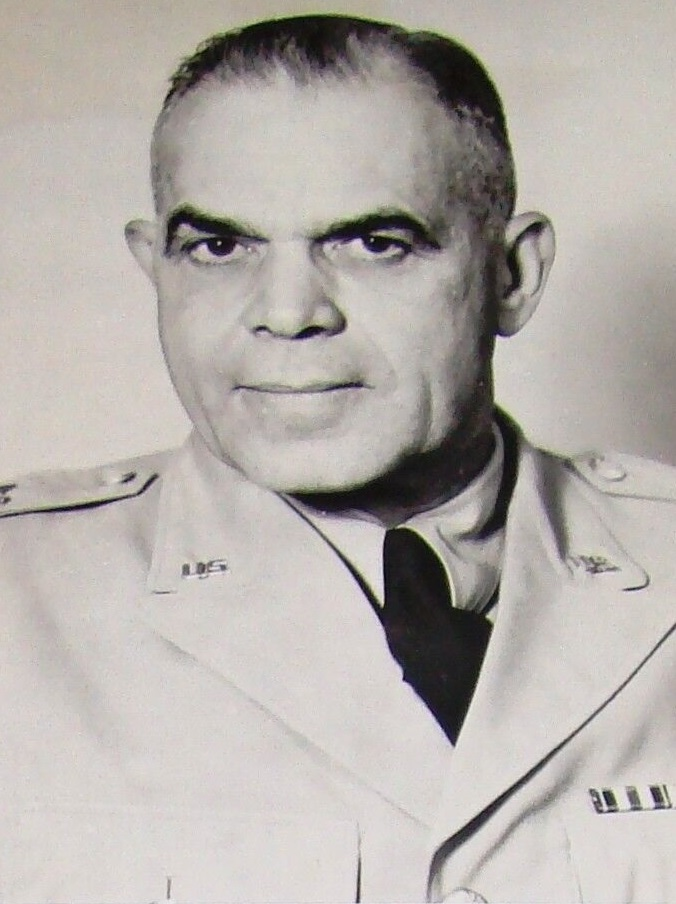
Harlan N. Hartness

Harlan Nelson Hartness (* 28. März 1898 in Guilford Heights, Surry County, Virginia; † 13. Juni 1986 in Ophelia, Northumberland County, Virginia) war ein Generalmajor der United States Army. Er war unter anderem Kommandeur der 4. Infanteriedivision.
Harlan Hartness war ein Sohn von Reverend Robert Nelson Hartness (1870–1956) und dessen Frau Sarah Mitchell (1870–1959). Er durchlief die United States Military Academy in West Point. Nach seiner Graduation wurde er als Leutnant in das Offizierskorps des US-Heeres aufgenommen. In der Armee durchlief er anschließend alle Offiziersränge vom Leutnant bis zum Zwei-Sterne-General.
In seinen jüngeren Jahren absolvierte er den für Offiziere in den niederen Rangstufen üblichen Dienst in unterschiedlichen Einheiten und Standorten. Dazu gehörten auch Aufgaben als Stabsoffizier in verschiedenen Hauptquartieren.
Zwischen August 1940 und April 1942 gehörte er Stabsabteilung für Operationen (G3) des Kriegsministeriums an. In diese Zeit fiel der amerikanische Eintritt in den Zweiten Weltkrieg. Danach wurde er für einige Monate bis zum August 1942 zum Stab der Army Ground Forces versetzt. Anschließend gehörte er bis zum 1. September 1943 dem Stab der 94. Infanteriedivision an, die damals noch nicht aktiv am Kriegsgeschehen teilnahm.
Am 2. September 1943 trat Harlan Hartness seine nächste militärische Stelle als Stabsoffizier bei der 26. Infanteriedivision an, der er bis zum 8. Oktober 1945 angehörte. Mit dieser Division war er auf dem europäischen Kriegsschauplatz eingesetzt. Am 7. September 1944 landete die Division in Frankreich. In der Folge marschierte sie durch Frankreich in Richtung deutsche Grenze und war unter anderem an der Abwehr der deutschen Ardennenoffensive beteiligt. Über Merzig stieß die Division dann bis zum Rhein vor, den sie am 25. und 26. März 1945 als Teil der 3. Armee unter General George S. Patton bei Oppenheim überquerte. In der Folge stieß die Division über Deutschland bis nach Österreich und die Tschechoslowakei vor. Für seine damals erbrachten militärischen Leistungen wurde Harlan Hartness mit dem Orden Silver Star und der Verdienstmedaille Legion of Merit ausgezeichnet.
Nach einer kurzen Zeit im Stab der 15. Armee in Bad Nauheim wurde Harlan zum Leiter der Verwaltungsorgans Army Field Force Board 3 (President of Army Field Force Board 3) ernannt. Dieses Amt bekleidete er von November 1945 bis zum September 1946. Daran schloss sich eine Versetzung zur 7. Infanteriedivision in Südkorea und dann in Japan an. Er diente zwischen November 1946 und Mai 1948 in dieser Division. Dabei bekleidete er das Amt des stellvertretenden Kommandeurs. Zwischen November 1947 und Januar 1948 war er als Brigadegeneral kommissarischer Divisionskommandeur.
In den Jahren 1948 bis 1950 gehörte Harlan Hartness dem Stab des Command and General Staff Colleges in Fort Leavenworth in Kansas an. Zwischen Juli und Oktober 1950 war er kommissarischer Leiter dieser Ausbildungseinrichtung. Am 10. Oktober 1950 erhielt Hartness das Kommando über die 4. Infanteriedivision. Die Division wurde damals wieder zur Kampfeinheit umgewidmet, neu gegliedert und nach Fort Benning, dem heutigen Fort Moore, in Georgia verlegt. Im Mai 1951 wurde sie nach Deutschland beordert. Das Hauptquartier befand sich dann in Frankfurt am Main. Von 1951 bis 1953 unterstützte die 4. US-Infanteriedivision indirekt die US-Truppen im Koreakrieg durch regelmäßige Abkommandierung von Personal zu dort kämpfenden Einheiten, um deren Verluste auszugleichen. Hartness blieb bis zum 5. April 1953 Kommandeur der 4. Infanteriedivision.
Nach dem Ende seiner Zeit als Divisionskommandeur wurde Harlan Hartness zum Verteidigungsministerium der Vereinigten Staaten versetzt, wo er bis 1954 als Abteilungsleiter in der Abteilung für Informationen und Weiterbildung der Streitkräfte (Director of the Office of Armed Forces Information & Education, Department of Defense) tätig war. Anschließend ging er in den Ruhestand.
Er starb am 13. Juni 1986 in Ophelia in Virginia und wurde auf dem Saint Stephen’s Episcopal Church Cemetery in Heathsville, Virginia beigesetzt.